# 식스 센스 (영화)
《식스 센스》(영어: The Sixth Sense)는 M. 나이트 샤말란이 감독, 각본을 쓴 미국의 초자연적 픽션 심리 스릴러 영화다. 샤말란 감독은 이 영화로 일약 세계적인 스타 감독 반열에 오른다. 이 영화는 귀신을 보는 능력을 가진 콜 세어와 그 능력을 믿지 않는 아동 심리학자 말콤 크로우의 대립구도를 그린 작품으로, 반전 결말로 전 세계적으로 센세이션을 불러 일으키며 웰메이드 스릴러로 많은 화제를 모았다. 1999년 8월 6일 미국 전역에 개봉되어, 《스타워즈 에피소드 1: 보이지 않는 위험》에 이어 1999년에 개봉한 영화 중에서 2번째로 많은 수익을 거둔 영화로 북미 2억 9,300만 달러와 전세계 6억 7,200만 달러의 수익을 기록하며 큰 성공을 거뒀다. 평단의 호평을 받아, 미국 아카데미상 최우수 작품상, 감독상, 각본상, 편집상, 남우조연상(헤일리 조엘 오스먼트)와 여우조연상(토니 콜렛)의 6개 부분 후보에 지명되었다. 영국 아카데미상(BAFTA) 4개 부분에 후보 지명되었다. 오스먼트는 이외에도 크리틱스 초이스 영화상과 골든 글로브상에 후보 지명되었다.

## 줄거리
말콤 크로는 필라델피아에서 활동하는 저명한 아동 심리학자이다. 시에서 받은 표창을 보며 아내 애나와 자축하던 날 밤, 부부의 침실로 한 청년이 들이닥친다. 청년의 정체는 빈센트 그레이로, 환각 증세를 보여 말콤이 담당했던 아동이었다. 빈센트는 말콤의 잘못된 진단을 원망하면서 그를 총으로 쏘고, 그 자신도 자살한다.
이듬해 가을, 사건 이후 냉각된 아내와의 관계를 회복하고 싶어 고심하던 말콤은 콜 시어라는 9살짜리 남자아이를 담당하게 된다. 편모 가정에서 자란 콜은 빈센트와 마찬가지로 환각을 보고 있었고, 이 때문에 별종 취급을 받으며 따돌림당하고 있었다. 더구나 콜의 몸에 할퀴어진 상처가 나 있어 콜의 어머니도 걱정하고 있었다. 말콤은 콜의 주변을 맴돌며 그를 이해해보려 노력하지만, 콜의 처지는 나아지지 않는다.
친구 생일파티에 간 날, 콜은 다른 아이들의 장난으로 다락방에 갇히게 되자 공포에 질려 울부짖고 큰 내상을 입고 입원한다. 사건 이후 콜은 말콤에게, 자신의 눈에 유령들이 보인다고 고백한다. 말콤은 콜을 정신병으로 진단하려고 했다. 그러나 빈센트와의 상담 녹음 테이프에서 어떤 남성이 스페인어로 죽음의 공포를 읊조리는 것을 우연히 듣게 된 뒤, 콜의 말이 진실임을 깨닫는다. 말콤은 콜에게, 능력을 이용해 유령들과 직접 소통해 보라고 권유한다.
이후 콜은 '키라'라는 어느 여자아이의 유령을 만나고 말콤과 함께 키라의 부탁을 들어준다. 키라의 장례식장에서 키라는 콜을 통해 자신의 아버지에게 비디오테이프를 전달한다. 테이프에는 키라의 어머니가 딸에게 세제를 먹여 죽게 하는 장면이 녹화되어 있었다. 어머니의 잘못이 폭로되고, 콜은 키라의 여동생에게도 언니처럼 죽지 말라며 경고를 남긴다.
이렇게 말콤과의 상담으로 자신의 능력을 받아들이게 된 콜은 이후 유령들을 돕기도 하고 도움도 받으며, 학교 생활을 원만하게 해나가기 시작한다. 자신의 일을 마치고 떠나려는 말콤에게, 콜은 아내 애나와 관계를 풀고 싶다면 애나가 자는 사이에 말을 걸어 보라고 조언해준다. 그날 콜은 어머니에게 자신의 능력을 밝힌다. 어머니는 처음에 아들의 말을 믿지 않았지만, 콜이 돌아가신 외할머니와의 기억을 되살리는 이야기를 해주자 눈물지으며 아들을 받아들인다.
집으로 돌아온 말콤은 결혼식을 녹화한 영상을 보며 잠든 아내를 발견한다. 아내가 왜 자신을 떠났는지 중얼거리자 말콤은 절대 떠난 적이 없다고 대답한다. 그때 아내가 손에서 결혼반지를 떨어뜨리고, 말콤은 반지가 제 손에 끼워져 있지 않는 것을 보고 깜짝 놀란다. 콜의 '자신이 보는 유령들은 자기가 죽었는 줄도 모르며 보고 싶은 것만 본다'는 말을 회상하며, 말콤은 그제서야 자신이 작년 사건으로 죽어 유령이 되었음을 깨닫는다. 마침내 자신의 죽음을 받아들인 말콤은 아내와 이별하고 앞날을 축복하며, 안식을 맞이한다.

## 배역
- 브루스 윌리스 - 맬컴 크로우
- 헤일리 조엘 오스먼트 - 콜 시어
- 토니 콜렛 - 린 시어
- 올리비아 윌리엄스 - 애나 크로
- 도니 월버그 - 빈센트 그레이
- 글렌 피츠제럴드 - 숀
- 미샤 바튼 - 키라 콜린스
- 트레버 모건 - 토미 타미시모
- 브루스 노리스 - 스탠리 커닝햄 선생
- 앤젤리카 페이지 - 키라의 엄마
- 그레그 우드 - 키라의 아빠
- 피터 탐바키스 - 대런
- 제프리 주버니스 - 보비
- M. 나이트 샤말란 - 힐 의사

## 한국판 성우진(KBS) (2001년 9월 20일)
- 이정구 - 말콤(브루스 윌리스)
- 정미숙 - 콜 셰어(헤일리 조엘 오스먼트)
- 김혜미 - 린 셰어(토니 콜렛)
- 이용순 - 애나(올리비아 윌리엄스)
- 유동균 - 빈센트(도니 월버그) / 의사(M. 나이트 샤말란) / 가게 손님(퍼도스 밤지) / TV 광고 목소리
- 김수중 - 카아라의 아빠(그렉 우드)
- 김순영 - 키아라(미샤 바턴) / 여자 유령(재니스 다르다리스)
- 정미경 - 카아라의 엄마(안젤리카 페이지) / 가게 손님(사미아 쇼아입)
- 전유정 - 탐(트레버 모건)
- 양석정 - 숀(글렌 피츠제럴드) / 남자 유령(토니 도넬리)